# Église Notre-Dame-de-Lorette d'Orenbourg
L'église Notre-Dame-de-Lorette est une église catholique dans la ville d'Orenbourg, appartenant au diocèse Saint-Clément de Saratov (dont l'évêque actuel est Mgr Clemens Pickel), regroupant les paroisses de la Russie d'Europe méridionale.

## Histoire
Les premiers catholiques apparurent dans la région à la fin du XVIIIe siècle, parmi les Polonais, après le partage de la Pologne, et les paysans allemands.
Leur nombre s'agrandit avec les insurrections polonaises du XIXe siècle. La première église de pierre fut construite en 1844 et consacrée en 1847 sous le patronage de Notre Dame de Lorette.
L'église patronnait plusieurs œuvres de bienfaisance et une école paroissiale fut construite en 1904. À l'époque, la paroisse comptait 5 000 fidèles. L'église fut fermée en 1932 et saccagée. Plus tard on y installa une fabrique de cuir.
À l'effondrement de l'U.R.S.S., la paroisse se reforma et fut à nouveau enregistrée en 1993. D'importants travaux de restauration furent entrepris et l'église fut consacrée en 1997, par Mgr Tadeusz Kondrusiewicz, archevêque de Moscou.
Elle est confiée aujourd'hui aux Rédemptoristes.